# NGC 2506
NGC 2506 је расејано звездано јато у сазвежђу Једнорог које се налази на NGC листи објеката дубоког неба.
Деклинација објекта је - 10° 46' 11" а ректасцензија 8h 0m 1,7s. Привидна величина (магнитуда) објекта NGC 2506 износи 7,6. NGC 2506 је још познат и под ознакама OCL 593.